# Ruesga
Ruesga tỉnh và cộng đồng tự trị Cantabria, phía bắc Tây Ban Nha. Đô thị Ruesga có diện tích là 87,96 ki-lô-mét vuông, dân số năm 2009 là 1041 người với mật độ 18,63 người/km². Đô thị này có cự ly km so với Santander.